# Teófanes Egido
Teófanes Egido López O.C.D. (Gajates, 1 de abril de 1936-Valladolid, 17 de julio de 2024) fue un historiador y religioso español, especialista en el siglo XVI.

## Biografía
Tras licenciarse en la facultad de Filosofía y Letras de la Universidad de Valladolid, realizó su tesis doctoral (1970) sobre "La opinión pública y el poder 1713-1759". Posteriormente fue profesor de Historia Moderna y Contemporánea y finalmente catedrático de Historia Moderna, en la misma universidad, hasta su jubilación en 2001. Está considerado un profundo conocedor del siglo XVI, especialmente de figuras como Martín Lutero, Teresa de Ávila y Juan de la Cruz, Carlos V y Felipe II; también de temas como la condición de los judeoconversos, la mística y la religiosidad popular, el erasmismo español, la reforma protestante y la Inquisición.
Forma parte del grupo de historiadores que han cultivado la Nueva Historia cultural y la llamada Historia de las mentalidades.
En los años 90, entabló amistad con José Jiménez Lozano, y acabó considerándole su maestro. Posteriormente, asesoró a Miguel Delibes en su novela El hereje.
Sus estudios han sido determinantes para identificar los orígenes judeoconversos del linaje familiar de Teresa de Jesús y han contribuido al acercamiento crítico a la obra de Martín Lutero, proporcionando la primera traducción al castellano de sus obras, abriendo nuevos cauces de estudio e interpretación de la religiosidad del Barroco.
Fue el cronista oficial de la ciudad de Valladolid desde el 2 de octubre de 2001 hasta julio de 2018, cuando renunció voluntariamente por cuestiones de salud. Adscrito al monasterio de San Benito de Valladolid, sufrió un derrame cerebral el 15 de julio de 2024 mientras celebraba misa en su iglesia, falleciendo el 17 de julio de ese mismo año en el Hospital Clínico de la ciudad.

## Premios
- Premio Castilla y León de Ciencias Sociales y Humanidades (2020).[11]